# Polygala trifurcata
Polygala trifurcata är en jungfrulinsväxtart som beskrevs av Chod.. Polygala trifurcata ingår i släktet jungfrulinssläktet, och familjen jungfrulinsväxter. Inga underarter finns listade i Catalogue of Life.